# فورکان اوزچال
فورکان اوزچال (انگلیسی: Furkan Özçal؛ زادهٔ ۳ سپتامبر ۱۹۹۰) بازیکن فوتبال اهل ترکیه است.
از باشگاه‌هایی که در آن بازی کرده‌است می‌توان به باشگاه فوتبال گالاتاسرای، باشگاه فوتبال قیصریه‌اسپور، و باشگاه فوتبال کاردمیر قره‌بوک‌اسپور اشاره کرد.
وی همچنین در تیم‌های ملی فوتبال جوانان ترکیه، Turkey national under-17 football team، جوانان ترکیه، Turkey national under-19 football team، و زیر ۲۱ سال ترکیه بازی کرده‌است.